# مكي عواد
مكي عواد (1954–2024) هو ممثل عراقي، له العديد من الأفلام والمسلسلات والمسرحيات.

## السيرة الذاتية
ولد مكي عواد في بغداد عام 1954، حصل على شهادة الدبلوم من معهد الفنون الجميلة والبكلوريوس من كلية الفنون الجميلة قسم إخراج والماجستير بالاعلام والدكتوراه بالاعلام. عمل في 42 فيلم سينمائي وأكثر من 60 مسلسل تلفزيوني وأكثر من 72 مسرحية في العراق وفي مهرجان البحر الابيض المتوسط في إيطاليا، ومائة مسلسل اذاعي. اشترك في التمثيل عام 1978 في فيلم النهر وفي الثمانينيات اشترك في مسرحية أم خليل التي قدمت على المسرح الوطني، تأليف خالد الدوري وإخراج محسن العلي واشترك فيها الفنانون غزوة الخالدي وجاسم شرف وأمل طه وآخرون، ثم قام بدور شهاب في بيت وخمس بيبان في منتصف الثمانينات وفي عام 1987 اشترك في فيلم بابل حبيبتي وفي عام 1989 اشترك في فيلم وجهان في الصورة وأخيرا شارك في مسلسل الباشا عام 2008. نال الفنان مكي عواد جائزة عالمية في مهرجان الطفولة العالمية بايطاليا بحضور لجنة تحكيم من أربع دول هي أمريكا والسويد وتونس ومصر عن دوره في فيلم حرية، وحصد كذلك الجائزة الأولى في مهرجان البحر الابيض المتوسط بمشاركة 57 دولة عن مسرحية بيت وخمس بيبان، ونال جائزة مهرجان القاهرة كافضل ممثل عن دوره في مسلسل عالم الست وهيبة.
توفي يوم 27 شباط 2024 في بغداد بسبب مرض السكري.

## أعماله

### الأفلام
- النهر (فيلم)
- بابل حبيبتي

### المسرحيات
- أم خليل (مسرحية)
- بيت وخمس بيبان[6]

### مسلسلات
- الباشا
- الكذبة الأولى
- عالم الست وهيبة
- برج العقرب
- غاوي مشاكل
- حلبة القانون
- بركان الغضب
- حكايات الأيام العصيبة

## جوائز
حصل على جائزة مهرجان البحر الأبيض المتوسط للفنون المسرحية والذي أقيم في إيطاليا.